# Cantó de Bourges-1
El cantó de Bourges-1 és un cantó francès del departament del Cher, situat al districte de Bourges. Compta amb part del municipi de Bourges.

## Municipis
- Bourges

## Història
| Data d'elecció                           | Identitat                    | Partit                     | Qualitat |
| ---------------------------------------- | ---------------------------- | -------------------------- | -------- |
| 1945-1951                                | Marcel Cherrier              | PCF                        |          |
| 1973-1988                                | André Cothenet               | RPF, després divers droite |          |
| 1970-1973                                | M. Lebrun                    | UDR                        |          |
| 1973-1988                                | Jacques Rimbault             | PCF                        |          |
| 1988-1998                                | Jean-Claude Sandrier         | PCF                        |          |
| 1998-2008                                | Jacqueline Jacquet-Trossevin | PCF                        |          |
| 2008-                                    | Jean-Michel Guérineau        | PCF                        |          |
| les dades anteriors no són pas conegudes |                              |                            |          |
|                                          |                              |                            |          |